# FV Bad Honnef
Der FV Bad Honnef (vollständiger Name: Bad Honnefer Fußballverein von 1919 e. V.) ist ein Sportverein aus der nordrhein-westfälischen Stadt Bad Honnef. Die Fußballmannschaft spielte von 1978 bis 1998 ununterbrochen in der Oberliga Nordrhein, der bis 1994 höchsten Spielklasse im Amateurfußball.

## Geschichte
Der reine Fußballverein geht auf den 1898 gegründeten Honnefer Turnverein zurück, der im Jahr 1919 eine Fußballabteilung gründete. Als Fußballplatz diente das Gelände der ehemaligen Ziegelei der Firma Rings, das schnell den Namen Et Loch an der Rheinau erhielt. Die Vereinsfarben waren schwarz-weiß. Nachdem es reichsweit zu Differenzen zwischen den Fußball- und Turnvereinen bzw. der Verbände gekommen war, spalteten sich in den Jahren 1923/24 zahlreiche Fußballvereine von den Turnern ab (siehe „Reinliche Scheidung“). So geschah es auch in Honnef: Die Fußballer wurden 1923 als Honnefer FV 1919 zum eigenständigen Verein, als Vereinsfarben wurden grün-weiß festgelegt. Später erfolgte jedoch wieder die Fusion mit dem Turnverein, der Vereinsname wurde aber beibehalten.
Trotz wachsender Mitgliederzahlen spielten die „Grün-Weißen“ in den ersten zwei Jahrzehnten ihres Bestehens überregional keine große Rolle, die höchste erreichte Spielklasse vor dem Zweiten Weltkrieg war die A-Klasse, die damals dritthöchste Spielstufe. Nach dem Krieg wurde beim FV Bad Honnef ab 1949 wieder Fußball gespielt. Drei Jahre später gelang der Aufstieg in die höchste deutsche Amateurspielklasse. Hier konnte sich der FV einige Jahre halten, dann folgte ein Abstieg bis in die 1. Kreisklasse (1960), 1965 schließlich wurde mit dem Abstieg in die 2. Kreisklasse der Tiefpunkt erreicht.
Erst in den 1970er Jahren machte der FV Bad Honnef wieder auf sich aufmerksam. Seit 1971 wieder in der Landesliga vertreten, gelang 1977 der Aufstieg in die Verbandsliga. Im Jahr darauf wurde die Staffeleinteilung im Amateurfußball grundlegend geändert. Als oberste Spielklasse unterhalb der beiden Bundesligen wurden 1978 bundesweit acht Amateur-Oberligen geschaffen, für die sich die jeweils acht bestplatzierten aus den Verbandsligen qualifizierten. Da der FV Bad Honnef als Aufsteiger in der Verbandsliga den 7. Platz erreicht hatte, war er zur Saison 1978/79 für die Amateur-Oberliga Nordrhein qualifiziert. Dieser Spielklasse gehörte der FV Bad Honnef bis 1998 (die ab 1994 allerdings nur noch viertklassig war) an. Der FV belegte meist Plätze im Mittelfeld, als bestes Ergebnis erreichte man 1991/92 den dritten Rang. Vor allem wirtschaftliche Probleme führten 1997/98 dazu, dass der Verein als Tabellenletzter aus der Oberliga abstieg.
Nachdem der FV Bad Honnef 2005 die Rückkehr in die Oberliga nur knapp verpasst hatte – man unterlag im Relegationsspiel dem VfB Homberg mit 2:4 –, stieg der Verein in der darauf folgenden Saison 2005/06 aus der Verbandsliga Mittelrhein in die Landesliga ab. Seither spielt der FV Bad Honnef in der Staffel 1 der Landesliga Mittelrhein und belegte dort stets Plätze in der oberen Tabellenhälfte, zuletzt in der Saison 2008/09 Rang 4. Zur Saison 2009/10 wurde mit Wladimir Ljuty ein ehemaliger Bundesliga-Profi als Trainer verpflichtet. Liuty beendete sein Engagement beim HFV im Februar 2009 aus privaten Gründen. Danach wurde die Mannschaft von Julian Buabeng trainiert. Von Januar 2011 bis März 2014 betreute Timo Morano, der frühere Trainer der Honnefer A-Jugend, die erste Mannschaft des FV Bad Honnef. Mitte März 2014 bat Morano darum, von seinen Aufgaben entbunden zu werden, da er die sportlichen Ziele des Vereins gefährdet sah. Seitdem trainierte Präsident Lothar Paulsen den Verein.
Nach dem Abstieg 2016 schaffte der FV Bad Honnef in der Bezirksliga Saison 2016/17 den direkten Wiederaufstieg in die Landesliga und konnte sich nach einem 1:1 gegen Rot-Weiß Merl vorzeitig die Meisterschaft und das damit verbundene Aufstiegsrecht sichern. Aufstiegstrainer war Carsten Klohe, der in der Winterpause auf Sascha Glatzel gefolgt war und zuvor die zweite Mannschaft des Vereins trainiert hatte. Seit der Saison 2022/2023 ist Paul Becker neuer Cheftrainer. Im Jahre 2024 stiegen die Honnefer wieder in die Landesliga auf.

## Stadion
Spielstätte des FV Bad Honnef ist das Städtische Stadion an der Menzenberger Straße, das etwa 5.000 Zuschauer fasst.
Die Spiele der Jugend und der 2. Mannschaft werden auf dem neuen Kunstrasenplatz an der Schmelztalstraße ausgetragen.

## Persönlichkeiten
- Klaus-Dieter Bone – Bundesligaspieler für FC St. Pauli und Alemannia Aachen
- Franz Brungs – Bundesligaspieler für Borussia Dortmund, 1. FC Nürnberg und Hertha BSC
- Jörg Daniel – Bundesligaspieler für Fortuna Düsseldorf und DFB-Trainer
- Hans Dörre – Bundesligaspieler für Rot-Weiss Essen
- Lothar Emmerich – Nationalspieler, WM-Teilnehmer 1966, Bundesligaspieler bei Borussia Dortmund
- Rainer Gebauer – Bundesligaspieler für 1. FC Köln, langjähriger Profi in Belgien
- Arno Glesius –  Bundesligaspieler für Karlsruher SC
- Bernd Grabosch – Bundesligaspieler für Stuttgarter Kickers und FC Schalke 04, Deutscher Amateurmeister 1981 mit dem 1. FC Köln, Zweitligaspieler bei Fortuna Köln, DFB-Pokalfinalist 1983 mit Fortuna Köln
- Horst Heldt – Bundesligaspieler für 1. FC Köln und VfB Stuttgart, Manager vom FC Schalke 04
- Heinz Hornig – Bundesligatrainer, Bundesligaspieler für 1. FC Köln, Nationalspieler
- Hermann Hummels – Zweitligaspieler bei TuS Schloß Neuhaus und Vater von Nationalspieler Mats Hummels
- Jean-Pierre de Keyser – Bundesligaspieler
- Stefan Krämer – Trainer unter anderem bei Arminia Bielefeld, Energie Cottbus und KFC Uerdingen 05
- Wolodymyr Ljutyj – Bundesligaspieler für FC Schalke 04
- Martin Luppen – Bundesligatrainer
- Friedhelm Otters – langjähriger Spieler bei Fortuna Köln in der 1. und 2. Bundesliga
- Andreas Rettig – Geschäftsführer und Manager beim 1. FC Köln, Manager vom SC Freiburg und FC Augsburg, DFL-Geschäftsführer, Geschäftsführer beim FC St. Pauli
- Hubert Schmitz – Bundesligaspieler bei Fortuna Düsseldorf und Hertha BSC, Europapokalfinalist 1979 mit Fortuna Düsseldorf
- Hermann-Josef Werres – Bundesligaspieler
- Wolfgang Wiesner – Bundesligaspieler für Fortuna Köln
- Friedhelm Wenzlaff – Bundesligatrainer
- Horst Witzler – Bundesligatrainer